# Wilde emmer
De wilde emmer (Triticum dicoccoides, synoniem: Triticum turgidum var. dicoccoides) is de wilde stamvader van de emmertarwe (Triticum dicoccum) en heeft 2n = 4x = 28 chromosomen. Hierbij wil "4x" zeggen dat het vier verschillende genomen heeft (tetraploïde) en na chromosoomverdubbeling ontstaan is uit een diploïde voorouder met 2n=14 chromosomen en de genoomsamenstelling AB. De genoomsamenstelling van de wilde emmer is dus AABB, terwijl die van gewone tarwe AABBDD is. Net als bij emmertarwe worden de graankorrels nauw omsloten door de kafjes.
Wilde emmer komt voor in het zuidoosten van Turkije, in Syrië, Libanon, Jordanië, Palestina, Israël en in het oosten van Irak en Iran. De emmertarwe is het meest verwant met de wilde tarwe in Zuidoost-Turkije.